# Cheliosea
Cheliosea este un gen de insecte lepidoptere din familia Arctiidae.

Cladograma conform Catalogue of Life:
| Cheliosea | \| \| Cheliosea cosmeta \| \| \| \| \| \| Cheliosea xanthotypa \| \| \| \| |
|           | \| \| Cheliosea cosmeta \| \| \| \| \| \| Cheliosea xanthotypa \| \| \| \| |
|           | Cheliosea cosmeta                                                          |
|           |                                                                            |
|           | Cheliosea xanthotypa                                                       |
|           |                                                                            |